# لیگ کنفرانس اروپا ۲۳–۲۰۲۲
لیگ کنفرانس اروپا ۲۳-۲۰۲۲ دومین فصل از لیگ کنفرانس اروپا، مسابقات سطح سوم فوتبال باشگاهی اروپا است که توسط یوفا برگزار شد. این دوره با قهرمانی وستهام یونایتد یه پایان رسید.
فینال در ورزشگاه سینوبو در شهر پراگ جمهوری چک  بین دو تیم وستهام یونایتد و فیورنتینا برگزار شد. قهرمان لیگ کنفرانس اروپا ۲۳–۲۰۲۲ به‌طور خودکار برای مرحله گروهی لیگ اروپا ۲۴–۲۰۲۳ واجد شرایط حضور خواهند بود، مگر اینکه موفق به راهیابی به مرحله گروهی لیگ قهرمانان اروپا در فصل ۲۴–۲۰۲۳ شود.

## سهمیه کشورها
در مجموع ۱۸۱ تیم از ۵۴ تیم از ۵۵ اتحادیه عضو یوفا (به استثنای روسیه) در لیگ کنفرانس اروپا ۲۳–۲۰۲۲ شرکت خواهند کرد. رتبه‌بندی این لیگ بر اساس ضرایب کشوری یوفا برای تعیین تعداد تیم‌های شرکت کننده برای هر فدراسیون استفاده می‌شود:
- انجمن‌های ۱–۵ هر کدام دارای یک تیم واجد شرایط هستند.
- انجمن‌های ۶–۱۵ (به جز روسیه) [Note RUS] و ۵۱–۵۵ هر کدام دارای دو تیم واجد شرایط هستند.
- انجمن‌های ۱۶–۵چ (به جز لیختن اشتاین) [Note LIE] هر کدام دارای سه تیم واجد شرایط هستند.
- لیختن اشتاین دارای یک تیم واجد شرایط است (لیختن اشتاین فقط یک جام داخلی و هیچ لیگ داخلی برگزار نمی‌کند). [Note LIE]
- همچنین ۱۹ تیم حذف شده از لیگ قهرمانان اروپا ۲۳–۲۰۲۲ و ۲۵ تیم حذف شده از لیگ اروپا ۲۳–۲۰۲۲ به لیگ کنفرانس اروپا منتقل می‌شوند.

### رتبه‌بندی انجمن
برای لیگ کنفرانس اروپا ۲۰۲۲–۲۰۲۳، فدراسیون‌ها با توجه به ضرایب کشور یوفا در سال ۲۰۲۱، مکان‌هایی را به آنها اختصاص می‌دهند که عملکرد آنها در رقابت‌های اروپایی از ۲۰۱۶–۱۷ تا ۲۰۲۰–۲۱ را در نظر می‌گیرد.
جدا از تخصیص بر اساس ضرایب کشوری، اتحادیه‌ها (فدراسیون‌ها) ممکن است تیم‌های دیگری را نیز در لیگ کنفرانس اروپا داشته باشند که در زیر ذکر شده‌است:
- (UCL) – Additional teams transferred from the UEFA Champions League
- (UEL) – Additional teams transferred from the UEFA Europa League

### توزیع سهمیه
در زیر فهرست دسترسی برای این فصل آمده‌است. در فهرست دسترسی پیش‌فرض، دارندگان عنوان لیگ کنفرانس اروپا به مرحله گروهی لیگ اروپا راه پیدا می‌کنند.
با توجه به تعلیق روسیه برای فصل ۲۰۲۲–۲۰۲۳ اروپا و از آنجایی که تغییراتی در فهرست دسترسی لیگ اروپا به دنبال راهیابی دارندگان عنوان قهرمانی لیگ کنفرانس اروپا به مرحله گروهی لیگ اروپا ایجاد شده‌است، تغییرات زیر در دسترسی انجام شده‌است. فهرست ساخته شده‌است:
- برندگان جام اتحادیه‌های ۱۶ (صربستان) و ۱۷ (جمهوری چک) به جای مرحله دوم مقدماتی وارد لیگ اروپا می‌شوند.
- برندگان جام اتحادیه‌های ۱۸ تا ۲۰ (کرواسی، سوئیس و یونان) به جای دور دوم مقدماتی وارد مرحله سوم مقدماتی می‌شوند. [اطلاعات تاریخ‌گذاری‌شده]
- برندگان جام اتحادیه‌های ۳۰ تا ۴۱ (لهستان، اسلوونی، اسلواکی، لیختن اشتاین، لیتوانی، لوکزامبورگ، بوسنی و هرزگوین، جمهوری ایرلند، مقدونیه شمالی، ارمنستان، لتونی و آلبانی) به جای مرحله مقدماتی اول وارد مرحله دوم مقدماتی می‌شوند.

|                                  |                                  | تیم‌هایی که وارد این دور می‌شوند | تیم‌های صعود کننده از دور قبل                                                 | تیم‌هایی که از لیگ قهرمانان اروپا یا لیگ اروپا منتقل شده‌اند                                           |
| -------------------------------- | -------------------------------- | --- | ---------------------------------------------------------------------------- | --- |
| دور اول مقدماتی {{سخ}} (۶۰ تیم)  | دور اول مقدماتی {{سخ}} (۶۰ تیم)  | - ۱۴ برنده جام داخلی از اتحادیه‌های ۴۲–۵۵ - ۲۵ نایب قهرمان لیگ داخلی از اتحادیه‌های ۳۰–۵۵ (به جز لیختن اشتاین) [Note LIE] - ۲۱ تیم مقام سوم لیگ داخلی از اتحادیه‌های ۲۹–۵۰ (به جز لیختن اشتاین) [Note LIE]                                       |                                                                              | |
| دور دوم مقدماتی {{سخ}} (۱۰۶ تیم) | مسیر قهرمانان {{سخ}} (۱۶ تیم)    | |                                                                              | - ۳ تیم از دور مقدماتی لیگ قهرمانان اروپا حذف شدند - ۱۳ تیم از دور اول مقدماتی لیگ قهرمانان حذف شدند |
| دور دوم مقدماتی {{سخ}} (۱۰۶ تیم) | مسیر اصلی {{سخ}} (۹۰ تیم)        | - ۲۱ برنده جام داخلی از اتحادیه‌های ۲۱–۴۱ - ۱۴ نایب قهرمان لیگ داخلی از اتحادیه‌های ۱۶–۲۹ - ۱۶ تیم سوم لیگ داخلی از اتحادیه‌های ۱۳–۲۸ - ۸ تیم چهارم لیگ داخلی از اتحادیه‌های ۷–۱۵ (به جز روسیه) [Note RUS] - ۱ تیم رتبه پنجم لیگ داخلی از انجمن ۶ | - ۳۰ برنده از دور اول مقدماتی                                                | |
| دور سوم مقدماتی {{سخ}} (۶۴ تیم)  | مسیر قهرمانان {{سخ}} (۱۰ تیم)    | | - ۸ برنده از دور دوم مقدماتی (مسیر قهرمانان)                                 | - ۲ تیم از دور اول مقدماتی لیگ قهرمانان حذف شدند                                                     |
| دور سوم مقدماتی {{سخ}} (۶۴ تیم)  | مسیر اصلی (۵۴ تیم)               | - ۳ برنده جام داخلی از انجمن‌های ۱۸–۲۰ - ۵ تیم سوم لیگ داخلی از اتحادیه‌های ۷–۱۲ (به جز روسیه) [Note RUS] - ۱ تیم چهارم لیگ داخلی از انجمن ۶ | - ۴۵ برنده از دور دوم مقدماتی (مسیر اصلی)                                    | |
| دور پلی آف {{سخ}} (۴۴ تیم)       | مسیر قهرمانان {{سخ}} (۱۰ تیم)    | | - ۵ برنده از دور سوم مقدماتی (مسیر قهرمانان)                                 | - حذف ۵ تیم از مرحله سوم مقدماتی لیگ اروپا (مسیر قهرمانان)                                           |
| دور پلی آف {{سخ}} (۴۴ تیم)       | مسیر اصلی {{سخ}} (۳۴ تیم)        | - ۱ تیم رتبه پنجم لیگ داخلی از اتحادیه ۵ - ۴ تیم رتبه ششم لیگ داخلی از اتحادیه‌های ۱–۴ (برندگان جام EFL برای انگلیس) | - ۲۷ برنده از دور سوم مقدماتی (مسیر اصلی)                                    | - حذف ۲ تیم از مرحله سوم مقدماتی لیگ اروپا (مسیر اصلی)                                               |
| مرحله گروهی {{سخ}} (۳۲ تیم)      | مرحله گروهی {{سخ}} (۳۲ تیم)      | | - ۵ برنده از دور پلی آف (مسیر قهرمانان) - ۱۷ برنده از دور پلی آف (مسیر اصلی) | - حذف ۱۰ تیم از مرحله پلی آف لیگ اروپا                                                               |
| دور حذفی مقدماتی {{سخ}} (۱۶ تیم) | دور حذفی مقدماتی {{سخ}} (۱۶ تیم) | | - ۸ نایب قهرمان گروهی از مرحله گروهی                                         | - ۸ تیم سوم از مرحله گروهی لیگ اروپا                                                                 |
| مرحله حذفی {{سخ}} (۱۶ تیم)       | مرحله حذفی {{سخ}} (۱۶ تیم)       | | - ۸ برنده گروهی از مرحله گروهی - ۸ برنده از دور حذفی مقدماتی                 | |

### تیم‌ها
برچسب‌های داخل پرانتز نشان می‌دهد که چگونه هر تیم برای شروع دور خود واجد شرایط است:
- CW: برندگان جام داخلی
- دوم، سوم، چهارم، پنجم، ششم و غیره: موقعیت لیگ فصل قبل
- عبد-: جایگاه‌های لیگ فصل متروکه طبق تعیین اتحادیه کشوری؛ همه تیم‌ها منوط به تأیید یوفا هستند
- LC: برندگان جام لیگ
- RW: برندگان فصل معمولی
- PW: برندگان پایان فصل پلی آف لیگ کنفرانس اروپا
- UCL: انتقال از لیگ قهرمانان اروپا
  - Q1: بازنده از دور اول مقدماتی
  - روابط عمومی: بازنده‌های دور مقدماتی (F: فینال؛ SF: نیمه نهایی)
- UEL: انتقال از لیگ اروپا
  - GS: تیم‌های سوم از مرحله گروهی
  - PO: بازنده‌های دور پلی آف
  - CH/MP Q3: بازندگان از دور سوم مقدماتی (قهرمانان/مسیر اصلی)

دور دوم مقدماتی، دور سوم مقدماتی و دور پلی آف به مسیر قهرمانان (CH) و مسیر اصلی (MP) تقسیم می‌شوند.
CC: ضرایب باشگاهی یوفا 2022.
تنها تیمی که در سطح برتر فوتبال ملی بازی نمی‌کند و در مسابقات شرکت خواهد کرد وادوز است. (رده دوم)
یادداشت
1. ^ Champions League (UCL Q1): Two of the Champions League first qualifying round losers will be drawn to receive byes to the third qualifying round (Champions Path), as two fewer losers were transferred to the second qualifying round (Champions Path), due to Champions League group stage berths vacated following the UCL Title Holders qualifying via league position and the suspension of Russia from the 2022–23 European season.
2. ^ Albania (ALB): Laçi have qualified for the 2022–23 UEFA Europa Conference League due to their final position in the 2021–22 Kategoria Superiore. They will enter the second qualifying round if they win the 2021–22 Albanian Cup. Otherwise, they will enter the first qualifying round.
3. ^ Armenia (ARM): Noravank would have qualified for the Europa Conference League second qualifying round as the winners of the 2021–22 Armenian Cup, but failed to obtain a UEFA license. As a result, the berth reserved for the second qualifying round was given to the second-placed team of the 2021–22 Armenian Premier League, Ararat-Armenia, who originally entered the first qualifying round, and the berth reserved for the first qualifying round was given to the fourth-placed team, Ararat Yerevan.[۷]
4. ^ Liechtenstein (LIE): The seven teams affiliated with the Liechtenstein Football Association (LFV) all play in the Swiss football league system. The only competition organised by the LFV is the Liechtenstein Football Cup – the winners of which qualify for the UEFA Europa Conference League.
5. ^ Russia (RUS): On 28 February 2022, Russian football clubs and national teams were suspended from FIFA and UEFA competitions due to the 2022 Russian invasion of Ukraine.[۸] On 2 May 2022, UEFA confirmed that Russian clubs would be excluded from the 2022–23 UEFA competitions.[۹]
6. ^ Ukraine (UKR): The 2021–22 Ukrainian Premier League was abandoned due to the 2022 Russian invasion of Ukraine. The fourth and fifth-placed teams of the league at the time of the abandonment (Zorya Luhansk and Vorskla Poltava) were selected to play in the 2022–23 UEFA Europa Conference League by the Ukrainian Association of Football.

## برنامه
برنامه مسابقات به شرح ذیل است:
بازی‌ها برای پنج‌شنبه‌ها به غیر از فینال که در روز چهارشنبه برگزار می‌شود، برنامه‌ریزی شده‌اند، اگرچه به‌طور استثنایی می‌توانند در روزهای سه‌شنبه یا چهارشنبه به دلیل اشکالات برنامه‌ریزی برگزار شوند (مخصوصاً تیم‌هایی از کشور هایی که ورزشگاه‌های مورد تأیید یوفا کمی در آن وجود دارد، مانند جبل الطارق و ولز). زمان‌های شروع بازی از مرحله گروهی ساعت ۱۸:۴۵ و ۲۱:۰۰ CEST/CET است، اگرچه به‌دلیل جغرافیایی می‌توان به‌طور استثنایی در ساعت ۱۶:۳۰ برگزار شود.
همه قرعه‌کشی‌ها از ساعت ۱۳:۰۰ یا ۱۴:۰۰ CEST/CET و در مقر یوفا در نیون، سوئیس آغاز و برگزار می‌شود.
| مرحله             | دور               | قرعه کشی      | بازی رفت                             | بازی برگشت                           |
| ----------------- | ----------------- | ------------- | ------------------------------------ | ------------------------------------ |
| مرحله های مقدماتی | دور اول مقدماتی   | ۱۴ ژوئن ۲۰۲۲  | ۷ ژوئیه ۲۰۲۲                         | ۱۴ ژوئیه ۲۰۲۲                        |
| مرحله های مقدماتی | دور دوم مقدماتی   | ۱۵ ژوئن ۲۰۲۲  | ۲۱ ژوئیه ۲۰۲۲                        | ۲۸ ژوئیه ۲۰۲۲                        |
| مرحله های مقدماتی | دور سوم مقدماتی   | ۱۸ ژوئیه ۲۰۲۲ | ۴ اوت ۲۰۲۲                           | ۱۱ اوت ۲۰۲۲                          |
| مرحله پلی آف      | دور پلی آف        | ۱ اوت ۲۰۲۲    | ۱۸ اوت ۲۰۲۲                          | ۲۵ اوت ۲۰۲۲                          |
| مرحله گروهی       | هفته ۱            | ۲۶ اوت ۲۰۲۲   | ۸ سپتامبر ۲۰۲۲                       | ۸ سپتامبر ۲۰۲۲                       |
| مرحله گروهی       | هفته ۲            | ۲۶ اوت ۲۰۲۲   | ۱۵ سپتامبر ۲۰۲۲                      | ۱۵ سپتامبر ۲۰۲۲                      |
| مرحله گروهی       | هفته ۳            | ۲۶ اوت ۲۰۲۲   | ۶ اکتبر ۲۰۲۲                         | ۶ اکتبر ۲۰۲۲                         |
| مرحله گروهی       | هفته ۴            | ۲۶ اوت ۲۰۲۲   | ۱۳ اکتبر ۲۰۲۲                        | ۱۳ اکتبر ۲۰۲۲                        |
| مرحله گروهی       | هفته ۵            | ۲۶ اوت ۲۰۲۲   | ۲۷ اکتبر ۲۰۲۲                        | ۲۷ اکتبر ۲۰۲۲                        |
| مرحله گروهی       | هفته ۶            | ۲۶ اوت ۲۰۲۲   | ۳ نوامبر ۲۰۲۲                        | ۳ نوامبر ۲۰۲۲                        |
| مرحله حذفی        | پلی آف مراحل حذفی | ۷ نوامبر ۲۰۲۲ | ۱۶ فوریه ۲۰۲۳                        | ۲۳ فوریه ۲۰۲۳                        |
| مرحله حذفی        | یک هشتم نهایی     | ۲۴ فوریه ۲۰۲۳ | ۹ مارس ۲۰۲۳                          | ۱۶ مارس ۲۰۲۳                         |
| مرحله حذفی        | یک چهارم نهایی    | ۱۷ مارس ۲۰۲۳  | ۱۳ آوریل ۲۰۲۳                        | ۲۰ آوریل ۲۰۲۳                        |
| مرحله حذفی        | نیمه نهایی        | ۱۷ مارس ۲۰۲۳  | ۱۱ مه ۲۰۲۳                           | ۱۸ مه ۲۰۲۳                           |
| مرحله حذفی        | فینال             | ۱۷ مارس ۲۰۲۳  | ۷ ژوئن ۲۰۲۳ در استادیوم سینوبو، پراگ | ۷ ژوئن ۲۰۲۳ در استادیوم سینوبو، پراگ |

## مرحله پلی‌آف
قرعه کشی مرحله اول مقدماتی در ۱ نوامبر ۲۰۲۲ انجام خواهد شد.
تیم‌های واجد شرایط
مسیر قهرمانان
- ۵ بازنده دور سوم مقدماتی لیگ اروپا
- ۱۰۰۰۰ برنده مرحله سوم مقدماتی لیگ کنفرانس(مسیر قهرمانان)

مسیر اصلی
سید قطعی شد
- ویارئال ضریب یوفا: ۷۸۰۰۰
- بازنده مسابقه شاملپارتیزان ضریب یوفا: ۲۴۵۰۰
- وستهام ضریب یوفا: ۲۱۳۲۸
- برنده مسابقه شاملزوریا لوهانسک ضریب یوفا: ۱۸۰۰۰

سید در حال تأیید شدن
- فیورنتینا ضریب یوفا: ۱۵۳۸۰
- کلن ضریب یوفا: ۱۵۰۴۲
- نیس ضریب یوفا: ۱۲۰۱۶
- برنده مسابقه که شاملاندرلخت ضریب یوفا: ۱۱۵۰۰
- برنده مسابقه که شاملولفسبرگر ضریب یوفا: ۱۱۰۰۰
- برنده مسابقه که شاملژیل ویسنته ضریب یوفا: ۱۰۶۷۶
- برنده مسابقه که شاملتوئنته ضریب یوفا: ۹۸۶۰
- بازنده مسابقه که شاملاسلواکو ضریب یوفا: ۵۵۶۰
- ۲۲ برنده مرحله سوم مقدماتی لیگ کنفرانس(مسیر اصلی)

## مرحله گروهی
قرعه کشی مرحله گروهی در ۲۶ اوت ۲۰۲۲ برگزار می‌شود. ۳۲ تیم در هشت گروه چهار تیمی قرار خواهند گرفت. برای قرعه کشی، تیم‌ها بر اساس ضرایب باشگاهی یوفا در سال ۲۰۲۲، در چهار سید، هر یک از هشت تیم، قرار خواهند گرفت. تیم‌های یک کشور نمی‌توانند در یک گروه رقابت کنند.
- ۱۰ بازنده از مرحله پلی آف لیگ اروپا
- ۱۷ برنده از دور پلی آف (مسیر اصلی)
- ۵ برنده از دور پلی آف (مسیر قهرمانان)